# Ryszard Ścigała
Ryszard Aleksander Ścigała (ur. 21 stycznia 1958 w Katowicach) – polski samorządowiec, fizyk, menedżer. W latach 2006–2014 prezydent Tarnowa.

## Życiorys
Syn Janusza. W 1976 ukończył IV Liceum Ogólnokształcące w Tarnowie. Studia na kierunku fizyka techniczna odbył na Wydziale Elektrotechniki, Automatyki i Elektroniki Akademii Górniczo-Hutniczej w Krakowie. W 1986 Politechnice Łódzkiej obronił doktorat.
W 1981 podjął pracę w Zakładach Azotowych w Tarnowie-Mościcach S.A., przechodził w nich kolejne szczeble awansu zawodowego, dochodząc do stanowiska prezesa zarządu, które zajmował w latach 2001–2006. Pełnił również funkcję prezesa, a następnie wiceprzewodniczącego rady Polskiej Izby Przemysłu Chemicznego. Zasiadał w zarządzie Stowarzyszenia Inżynierów i Techników Przemysłu Chemicznego.
Jako bezpartyjny (stojąc na czele lokalnego komitetu „Tarnowianie” zblokowanego z Platformą Obywatelską) wystartował w wyborach samorządowych w 2006 na urząd prezydenta Tarnowa. Wygrał w pierwszej turze, uzyskując 50,87% głosów. 
W wyborach samorządowych w 2010 z ramienia swojego komitetu wystartował do rady miejskiej, natomiast jako kandydat Platformy Obywatelskiej na prezydenta Tarnowa. W I turze otrzymał ponad 61% głosów i wygrał wybory na prezydenta Tarnowa.
W 2014 nie ubiegał się o prezydencką reelekcję, uzyskał natomiast mandat radnego Tarnowa. W marcu 2018 jego mandat wygasł.

## Postępowania karne
We wrześniu 2013 został zatrzymany i następnie tymczasowo aresztowany w związku z zarzutem korupcyjnym. Tymczasowe aresztowanie uchylono w marcu 2014 (długość stosowania tego środka stała się przedmiotem interwencji Helsińskiej Fundacji Praw Człowieka), zamieniając je na wolnościowe środki zapobiegawcze (m.in. 450 tys. zł poręczenia majątkowego). Śledztwo zamknięte w czerwcu 2014 zostało zakończone skierowaniem aktu oskarżenia. Ryszard Ścigała nie przyznał się do sprawstwa, jednocześnie prezydent Tarnowa zwrócił się do mediów o podawanie jego pełnych danych osobowych. W lipcu 2016 Sąd Rejonowy w Brzesku w pierwszej instancji uznał go za winnego przyjęcia łapówki w wysokości 70 tys. zł od przedsiębiorstwa Strabag, skazując polityka na karę 5 lat pozbawienia wolności. Po rozpatrzeniu apelacji, w listopadzie 2017 Sąd Okręgowy w Tarnowie skazał prawomocnie byłego prezydenta na 3 lata więzienia, grzywnę w wysokości 12,5 tys. zł oraz zakazał mu na 8 lat zajmowania stanowisk kierowniczych w instytucjach publicznych. 6 czerwca 2018 Sąd Najwyższy nie uwzględnił wniosku o wstrzymanie wykonania kary. Zwolniony warunkowo 3 lipca 2020.
W 2023 został prawomocnie skazany na 1,5 roku więzienia w zawieszeniu na rok za przekroczenie uprawnień, w czasie pełnienia funkcji prezydenta Tarnowa.

## Wyniki wyborcze
| Wybory | Komitet                 | Komitet                            | Organ                   | Okręg             | Wynik           |
| ------ | ----------------------- | ---------------------------------- | ----------------------- | ----------------- | --------------- |
| 2006   |                         | KWW Ryszarda Ścigały "Tarnowianie" | Prezydent Tarnowa       | Prezydent Tarnowa | 19 334 (50,87%) |
| 2006   | Rada Miejska w Tarnowie | KWW Ryszarda Ścigały "Tarnowianie" | nr 1                    | 1514 (15,24%)     |                 |
| 2010   |                         | Platforma Obywatelska              | Prezydent Tarnowa       | Prezydent Tarnowa | 24 448 (61,72%) |
| 2010   |                         | KWW Ryszarda Ścigały "Tarnowianie" | Rada Miejska w Tarnowie | nr 1              | 1088 (10,63%)   |
| 2014   |                         | KW Tarnowianie                     | Rada Miejska w Tarnowie | nr 1              | 869 (9,77%)     |

## Odznaczenia i wyróżnienia
- Złoty Krzyż Zasługi (2004)[22]
- Brązowy Krzyż Zasługi (1997)[23]
- Odznaka „Zasłużony dla Ochrony Przeciwpożarowej” (2009)[24]
- Złota Odznaka Ministra Ochrony Środowiska (1996)[4]
- Medal Za Zasługi dla Miasta Tarnowa (1997)[4]
- Medal im. Prof. Wojciecha Świętosławskiego (2008)[4]
- wybrany „Człowiekiem Roku” przez czytelników „Gazety Krakowskiej” (2006)

## Życie prywatne
Żonaty, ma dwie córki.